# Onthophagus sangirensis
Onthophagus sangirensis är en skalbaggsart som beskrevs av Antoine Boucomont 1914. Onthophagus sangirensis ingår i släktet Onthophagus och familjen bladhorningar. Inga underarter finns listade i Catalogue of Life.